# Agnieszka Kocela
Agnieszka Kocela (født 17. Januar 1988 i Jelenia Góra, Polen) er en kvindelig polsk håndboldspiller, som spiller for MKS Selgors Lublin og det polske håndboldlandshold.